# 卡伊洛斯
卡伊洛斯（羅馬化：kairós）是一个古希腊词，意思是“正确的、关键的或合宜的时刻”。 在现代希腊语中，卡伊洛斯也有“天气”的意思。
它是古希腊人表示“时间”的两个词之一；另一个是柯罗诺斯。柯罗诺斯指的是按时序的时间，而卡伊洛斯则表示恰当、合宜的行动时间。从这个意义上讲，柯罗诺斯是定量的，而卡伊洛斯则是定性的、永恒的。
卡伊洛斯是术语、理念也是实践，已应用于多个领域，包括古典修辞学、现代修辞学、数字媒体、基督教神學和科学。

## 起源
奥尼安斯曾于1951年对这个词进行词源研究，他将词根追溯到古希腊与射箭和纺织的关系。在射箭中，卡伊洛斯指的是若放开弓弦，箭的力量足以射穿目标的时刻。纺织中，卡伊洛斯是指梭子可以穿过织布机上的线的时刻。同样，E.C. White在他的《Kaironomia》中将卡伊洛斯定义为“射手的箭必须穿过的长长的、管状的孔”，以及“织造中的布的经线上暂时打开的缺口、织工必须将纱线穿过其中的时刻”。这两个例子都是以精确为前提的决定性行为。
在古典时期的文学作品中，作家和演说家们用卡伊洛斯来指明采取适当行动的时刻，通常是通过涉及射箭和一个人在准确的时间内瞄准和射击目标的能力的比喻。例如，在欧里庇得斯所写的戏剧《乞援人》中，阿德剌斯托斯描述了通过“将他们的弓箭瞄准在卡伊洛斯之外”来影响和改变另一个人思想的能力 。总的来说，卡伊洛斯被制定为一种工具，用来解释和理解人类对自身行为的干预和相应的后果。
卡伊洛斯也是掌管幸运和机会的希腊小神卡俄茹斯的另一种拼法。

## 基督教神学中
在新约中，卡伊洛斯意为“神旨所定之时”，即神行事的时候（例如马可福音 1:15：日期[卡伊洛斯]满了，神的国近了）卡伊洛斯（在新约中使用了86次）指的是一个合适的时间，一个“时刻 ”或“季节”，例如“收获之时”，而柯罗诺斯（使用了54次）指的是一个具体的时间，如一天或一个小时（例如使徒行传 13:18和使徒行传 27:9）。耶稣在约翰福音 7:6中区分了“他”自己的时机和“他兄弟”的时机：他兄弟的时机反而是“随时都有”（希臘語：πάντοτε），该经文语境下，只要他的兄弟们愿意，他们可以在任何时候去耶路撒冷。
在东正教和东仪天主教会教堂，在事奉圣礼开始之前，执事会向牧师感叹：Kairos tou poiēsai tō Kyriō（Καιρὸς τοῦ ποιῷ Κυρίῳ），即“现在是主行动的时间[卡伊洛斯]”（引自诗篇 119:126），表明礼仪的时间是与永恒的交叉点。
在《历史的解析》中，新正统路德教神学家保羅·田立克（Paul Tillich）使用了这个术语。对他来说，卡伊洛斯是历史上的为人类主体做出存在主义决定创造了机会（乃至提出了要求）的那些危机（见基督教存在主义）——基督降临就是最好的例子（比较卡尔·巴特，他使用了Geschichte而不是Historie）。在卡伊洛斯文件中，作为种族隔离制度下南非解放神学的一个例子，卡伊洛斯一词用于表示该文件或文本中讲到的“约定的时间”、“关键的时间”。